# Willi Pape
Pour les articles homonymes, voir Pape (homonymie).
 (mars 2024).
La mise en forme du texte ne suit pas les recommandations de Wikipédia : il faut le « wikifier ».
Les points d'amélioration suivants sont les cas les plus fréquents. Le détail des points à revoir est peut-être précisé sur la page de discussion.
- Les titres sont pré-formatés par le logiciel. Ils ne sont ni en capitales, ni en gras.
- Le texte ne doit pas être écrit en capitales (les noms de famille non plus), ni en gras, ni en italique, ni en « petit »…
- Le gras n'est utilisé que pour surligner le titre de l'article dans l'introduction, une seule fois.
- L'italique est rarement utilisé : mots en langue étrangère, titres d'œuvres, noms de bateaux, etc.
- Les citations ne sont pas en italique mais en corps de texte normal. Elles sont entourées par des guillemets français : « et ».
- Les listes à puces sont à éviter, des paragraphes rédigés étant largement préférés. Les tableaux sont à réserver à la présentation de données structurées (résultats, etc.).
- Les appels de note de bas de page (petits chiffres en exposant, introduits par l'outil «  Source ») sont à placer entre la fin de phrase et le point final[comme ça].
- Les liens internes (vers d'autres articles de Wikipédia) sont à choisir avec parcimonie. Créez des liens vers des articles approfondissant le sujet. Les termes génériques sans rapport avec le sujet sont à éviter, ainsi que les répétitions de liens vers un même terme.
- Les liens externes sont à placer uniquement dans une section « Liens externes », à la fin de l'article. Ces liens sont à choisir avec parcimonie suivant les règles définies. Si un lien sert de source à l'article, son insertion dans le texte est à faire par les notes de bas de page.
- La présentation des références doit suivre les conventions bibliographiques. Il est recommandé d'utiliser les modèles {{Ouvrage}}, {{Chapitre}}, {{Article}}, {{Lien web}} et/ou {{Bibliographie}}. Le mode d'édition visuel peut mettre en forme automatiquement les références.
- Insérer une infobox (cadre d'informations à droite) n'est pas obligatoire pour parachever la mise en page.

Pour une aide détaillée, merci de consulter Aide:Wikification.
Si vous pensez que ces points ont été résolus, vous pouvez retirer ce bandeau et améliorer la mise en forme d'un autre article.
Willi Pape (7 octobre 1891 - 20 février 1940), également connue sous les noms de Willy Pape, Voo-Doo et Selma Brügge, est une propriétaire et artiste de cabaret de la fin du Deuxième Empire et de la république de Weimar. À l'époque, elle est qualifiée de « travesti ».

## Biographie

### Jeunesse (1891-1909)
Enfant, Willi Pape préfère les vêtements féminins et souhaite travailler dans un cirque ou sur scène.

Vers 1909, Pape porte des vêtements de femme en public et apparaît sur les registres de plusieurs hôtels sous le nom de Selma Brügge. Le 21 septembre 1909, le personnel d'un hôtel de Hambourg trouve « Selma » dans sa chambre, inconsciente, les poignets ouverts. Après que sa réelle identité est découverte, l'histoire de cette tentative de suicide est largement diffusée par voie de presse, au point d'attirer l'attention du sexologue allemand Magnus Hirschfeld, qui rend une visite à « Selma ». Il écrit plus tard, en légende d'une photographie de Pape parue en 1912 dans son livre Les Travestis:
Le jeune travesti Willy Pape, dont la propension à s'habiller en femme devint publique à l'occasion d'une tentative de suicide [en 1909]. Ses parents ont été informés de cette condition particulière par l'auteur et lui ont alors permis d'entrer à la Variété, où il se produit depuis avec beaucoup de succès en tant que danseur à serpents.
Après cette tentative de suicide, le nom de « Selma Brügge » n'est plus jamais utilisé. Conscrite dans l'armée en 1914, Pape se présente vêtue en femme. Selon Hirschfeld, qui désigne Pape en employant des pronoms masculins, Pape n'est pas attirée par les hommes lors de leur première rencontre ; Pape reconnaît avoir été amoureuse de, et fiancée à, une femme, et plus tard avoir eu un amant.
Willi Pape reste en contact avec Hirschfeld pendant une grande partie de sa vie ; nous savons qu’une photographie de Pape était affichée à l’Institut des Sciences Sexuelles, dans la catégorie des « artistes sexuellement anormaux » (« sexuell anormale Künstler »).

### Carrière d'artiste de cabaret (1911- 1928)
Pape devient célèbre en tant qu'artiste de cabaret et danseuse de variétés. Elle se produit initialement sous le nom de « Sura VooDoo », (abrégé par la suite en « Voo-Doo »/« Voo Doo »), arborant des versions orientalisées de tenues féminines de danse du ventre, au cours de numéros portant des noms comme « La mort par l'opium » et « Héliogabale »,. Au début, Voo-Doo n'apparait pas à l'affiche comme artiste transformiste; c'est seulement plus tard qu'elle emploie la « révélation sexuelle » (c'est-à-dire le fait d'enlever sa perruque à la fin du numéro pour que les spectateurs comprennent qu'elle est un homme). En juillet 1927, le magazine lesbien allemand Die Freundin publie des photographies de Pape sous-titrées : « Le travesti Voo-Doo, l'une des plus célèbres stars internationales de la danse ». Entre 1917 et 1928, Pape se produit à Berlin, Zurich, Paris, Vienne et dans d'autres grandes villes européennes. 
En 1928, la danseuse décide de se retirer du monde du spectacle, une décision qui est probablement influencée par son propre âge, ainsi que par la baisse de popularité des spectacles de variétés, concurrencés par le cinéma. Elle reste célèbre : entre 1930 et 1932, le seul magazine travesti de la République de Weimar, Das 3. Geschlecht, publie à plusieurs reprises des photographies d'elle.

### "La Petite Lionne" (1928-1933)
En septembre 1928, le couple constitué de Pape et Emil Schmidt, qui est initialement le manager de Voo-Doo,  ouvre un bar baptisé « Zum Kleinem Löwen » (« la petite lionne », mais les clients se contentent souvent du nom « Voo-Doo ») au 7 de la rue Skalitzer, à Berlin. Il se veut « lieu de rencontre pour les travestis ». Dans le Guide illustré du Berlin « dépravé » (1931), Curt Moreck (pseudonyme de l'auteur allemand Konrad Haemmerling (de)) décrit « Voo-Doo » comme un sympathique lieu de vie nocturne pour les « couples bien amicaux » à la recherche d'une « nuit exotique »,. Klaus Mann et Christopher Isherwood s'y rendent régulièrement. L'auteur français Louis-Charles Royer raconte sa visite du bar dans son livre L'Amour en Allemagne (1930).  
La « Petite Lionne » ferme en 1933, en même temps que la plupart des bars gays de la capitale. L’établissement de Pape et Schmidt ne fait pas partie des bars dont la fermeture est décrétée par le Reich, et nous ne savons pas dans quelle mesure des pressions ont été exercées par les autorités nazies. 

### Vie sous le régime nazi (1933-1940)
Le 17 mai 1937 (une date symbolique pour la communauté homosexuelle, parce que 17/ 5 renvoyait au Paragraphe 175 du code pénal allemand), Willi Pape, ivre, tente de séduire un soldat du nom de Wilhelm Späth. Le soldat, incommodé, demande de l’aide à un officier de la Gestapo, ce qui mène à l’arrestation de Pape. Le 6 septembre 1937, il est condamné au titre du § 185 (injure) à 200 Marks d’amende. Le jugement indique qu’il évite la prison seulement parce qu’il n'a jamais rencontré la justice auparavant.
Les photos de cette époque montrent Pape habillé en homme, même s'il est possible que parfois Pape ait porté des habits de femme. 
En 1939/ 1940, Pape et Schmidt ouvrent un nouvel établissement au 25, rue Joachim-Friedrich dans le quartier de Wilmersdorf ; ils y habitent avec le père de Willi, Ernst Pape.
Il se peut que Pape ait aussi été une artiste graphique, car des dessins signés « Voo-Doo », « une Danseuse », ont été conservés.

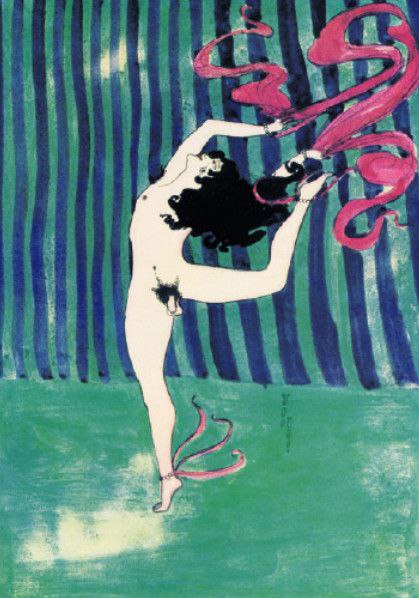
Autoportrait de Voo-Doo fourni à Magnus Hirschfeld pour publication, entre 1912 et 1928.

Pape meurt le 21 février 1940 des suites du paludisme.

## Héritage
Voo-Doo est célèbre à son époque, et a laissé sa trace dans des œuvres contemporaines. 
- Voo-Doo est le titre et la destinataire d’un poème d’Alfred Richard Meyer (alias Munkepunke) paru en 1932 dans l’anthologie Munkepunkes törichte Jungfrauen ;

- L’établissement de Voo-Doo et Schmidt est mentionné dans le livre de Charles-Louis Royer, L’amour en Allemagne (Paris, 1930)[1].

Comme la plupart des stars de variétés, Voo-Doo est rapidement oubliée lorsque le spectacle de variété perd sa popularité au profit du cinéma. Ce personnage a été redécouvert par la communauté LGBT moderne : ainsi, le magazine Siegessäule inclut la photo de Voo-Doo dans un numéro de 1987 consacré aux « 750 Berlinois gay » et la maison d'édition Rosa Vinkel réédite Berlins Drittes Geschlecht (« Les travestis de Berlin ») de Magnus Hirschfeld en 1991. 
Le chercheur allemand Jens Dobler, qui a reconstitué la plus grande partie de la biographie de Pape, décrit « Willi Pape, alias Voo-Doo » comme une « drag queen »  homosexuelle (en allemand : Travestiekünstler) que ses contemporains désignaient par les pronoms « il » ou « elle »; il explique également comment la vie de Pape remettait en question les normes de genre de son époque, et ajoute les termes que lui-même emploie (Travestiekünstler) peuvent être soumis à débat,. Il n'existe aucun document conservé susceptible de nous permettre de connaître les mots que Pape aurait employés pour décrire sa propre identité sexuelle ou de genre.

## Sources

### Livres et articles
- Jens Dobler, Von anderen Ufern : Geschichte der Berliner Lesben und Schwulen in Kreuzberg und Friedrichschain, 2003, Berlin, p. 155-163.
- Jens Dobler, « Der Travestiekünstler Willy pape, alias Voo-Doo », Invertito, vol. 6, 2004, p. 110-121.
- Jens Dobler, You have never seen a dancer like Voo Doo: das unglaubliche Leben des Willy Pape, Verlag von Berlin-Brandenburg, 2022.